# Folkpension
Folkpension är en form av pension i Sverige.

## Historik, svenska pensionssystem
1913 fattade riksdagen beslut om att införa en allmän pensionsförsäkring. Sverige var därmed först i världen att införa en försäkring som i stort sett omfattade hela befolkningen. Olika invändningar mot systemet i den allmänna pensionsförsäkringen, bl.a. att den var diskriminerande mot kvinnor, drev fram reformer, och den så kallade folkpensionen infördes 1948. Denna kompletterades i början av 1960-talet med allmän tilläggspension (ATP).
Under 1990-talet reformerades pensionssystemet och består nu av i huvudsak tre delar:
- Inkomstpensionen, (16 procent av den pensionsgrundande inkomsten) är baserad på livsinkomsten istället för på de 15 bästa åren.
- Premiepensionen är 2,5 procent av den pensionsgrundande inkomsten och kan placeras fritt av löntagaren inom premiepensionssystemet.
- Garantipensionen är till för att de som jobbat lite eller inte alls ändå ska få en viss grundtrygghet.

ATP lever kvar i och med att personer födda 1953 och tidigare delvis får pension ur det gamla systemet. Denna del kallas nu för enbart tilläggspension.
| ”                                      | Folkpensionering, en gren av socialförsäkringen (s.d.o.), är obligatorisk och omfattar hela folket. Folkpensionen består dels av grundpension, som alla, vilka erlagt avgifter, äro berättigade till, dels av tilläggspension, som utgår efter vissa fastställda regler. Rätt till folkpension inträder vid en uppnådd ålder av 67 år el. dessförinnan varaktig oförmåga till arbete. Grundpensionen finansieras dels av individuella avgifter (6–20 kr. allt efter storleken på den avgiftsskyldiges inkomster), vilka uttagas samtidigt som kronoskatten, dels av allmänna medel. Tilläggspensionen finansieras helt av allmänna medel. Avgifterna till grundpensionen erläggas fr. o. m. det år den avgiftsskyldige fyller 18 år t. o. m. det år, under vilket han fyller 65 år. | „ |
| – R. Beije (1942), Svenskt Banklexicon | |   |

De medel som inbetalades för grundpension förvaltades av folkpensioneringsfonden.